# Fiocco (vela)

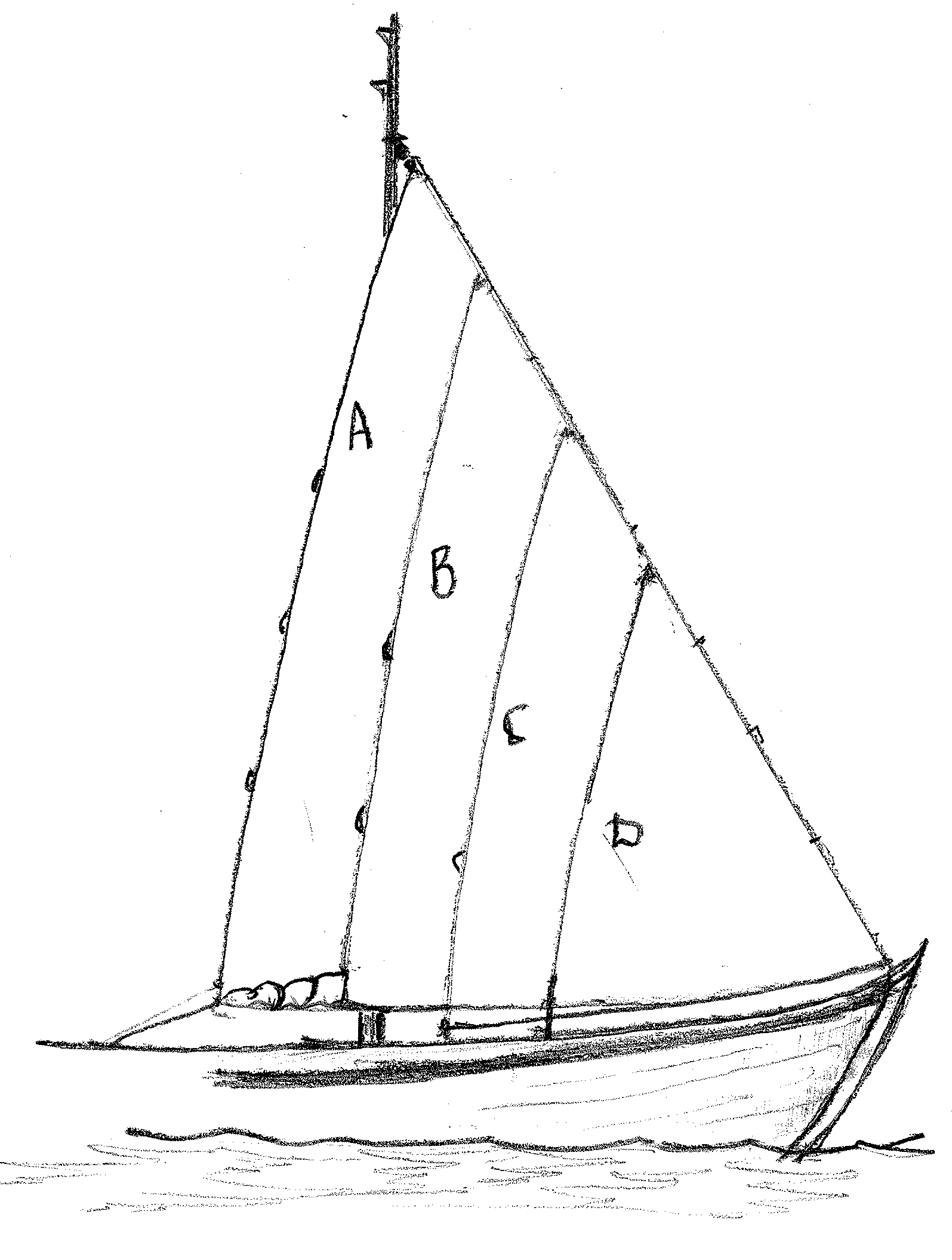

Il fiocco è una vela triangolare issata tra l'albero più a prua di un'imbarcazione e l'estremità della prua o del bompresso.

## Caratteristiche
Nell'armo a sloop il fiocco consente di mantenere il controllo della prua dell'imbarcazione e contribuisce significativamente nella capacità dell'imbarcazione di bordeggiare (di risalire il vento). Il fiocco viene inserito su uno strallo. L'angolo di scotta viene regolato tramite una cima, detta scotta del fiocco.
Inteso come vela triangolare di prua, il fiocco presenta diverse varianti:
- Genoa, di dimensioni maggiori, tali per cui l'angolo di scotta oltrepassa verso poppa l'albero, causando una sovrapposizione tra genoa e randa.
- Gennaker, di dimensioni ancora maggiori, vela costruita con materiale più leggero e di forma profonda, a pallone. Il gennaker non viene inferito sullo strallo e viene utilizzato per andature portanti, al traverso e di lasco.
- Code Zero
- Spinnaker, di forma semisferica, vela costruita con materiale leggero e adatta alle andature di lasco e di poppa. Lo spinnaker necessita di essere sostenuto da un'asta orizzontale, detta tangone che si protrae verso prua dall'albero.

## Galleria d'immagini

Genoa
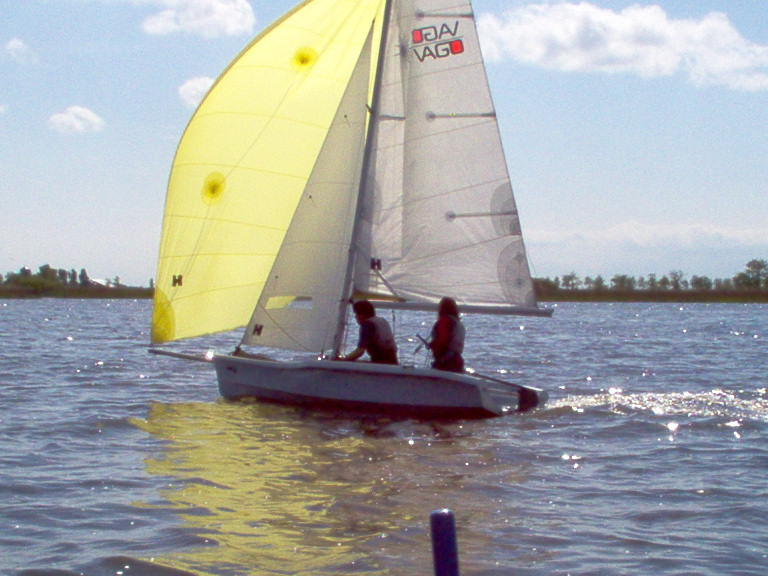
Gennaker
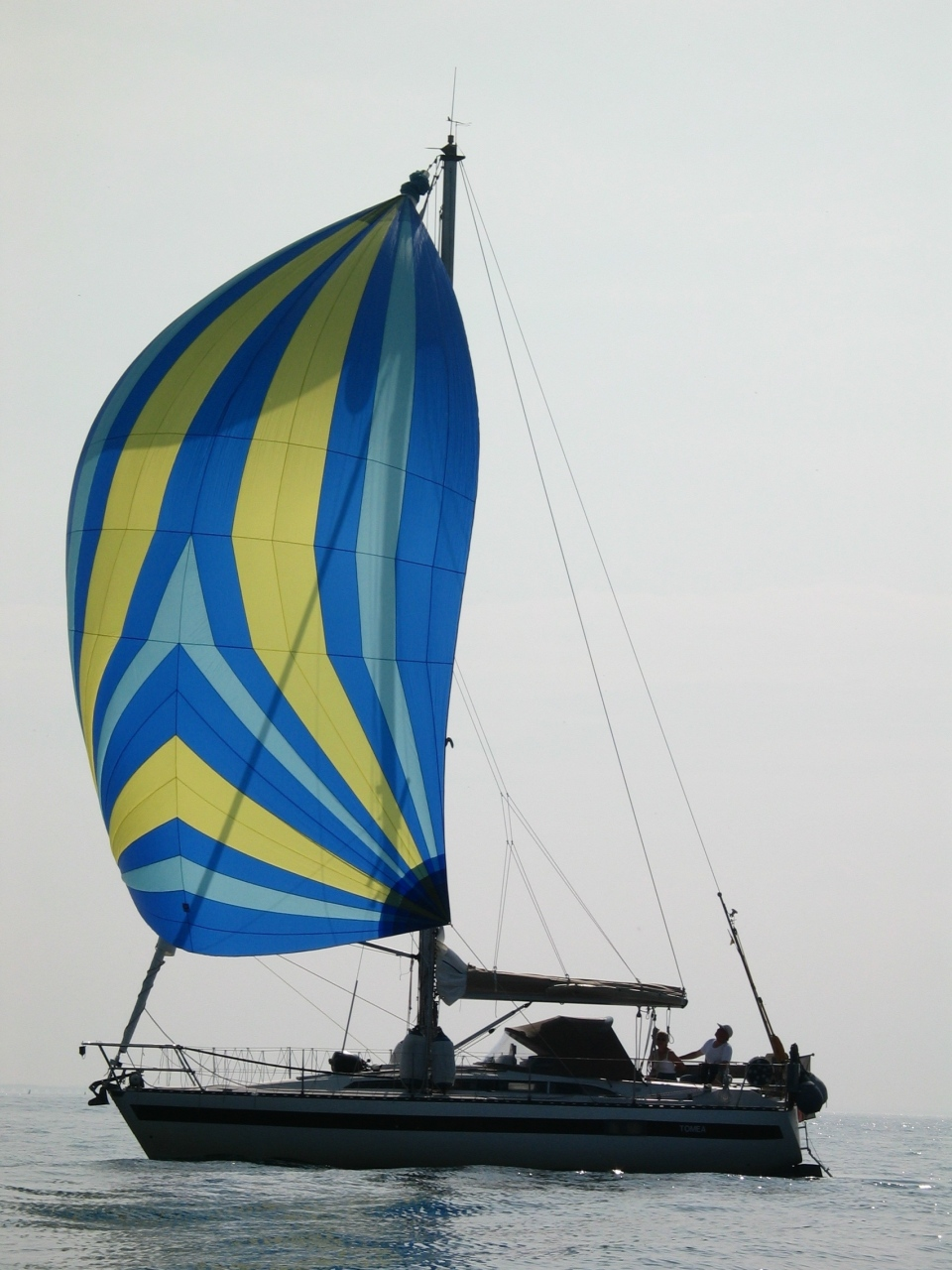
Spinnaker